# Presencia (Bolivia)
Presencia fue un periódico boliviano, su primera edición se publicó el 2 de marzo de 1952.
Fue un periódico de tendencia conservadora fundado por la iglesia católica, días antes del triunfo de la revolución del 9 de abril de 1952, como "semanario cultural e informativo".
Desde su fundación durante 25 años fue dirigido por el abogado y periodista Huáscar Cajías Kauffmann.
El 9 de julio de 1968 de forma primicial el periódico Presencia publicó el Diario del Che en Bolivia, ocho meses después de la captura de Ernesto Guevara.
Fue intervenido en varios ocasiones por los gobiernos militares en la década de los ochenta.
El 2 de junio de 2001 la Conferencia Episcopal Boliviana, propietaria del periódico, comunicó el cierre después de 49 años de trabajo.